# Fabian Schulz

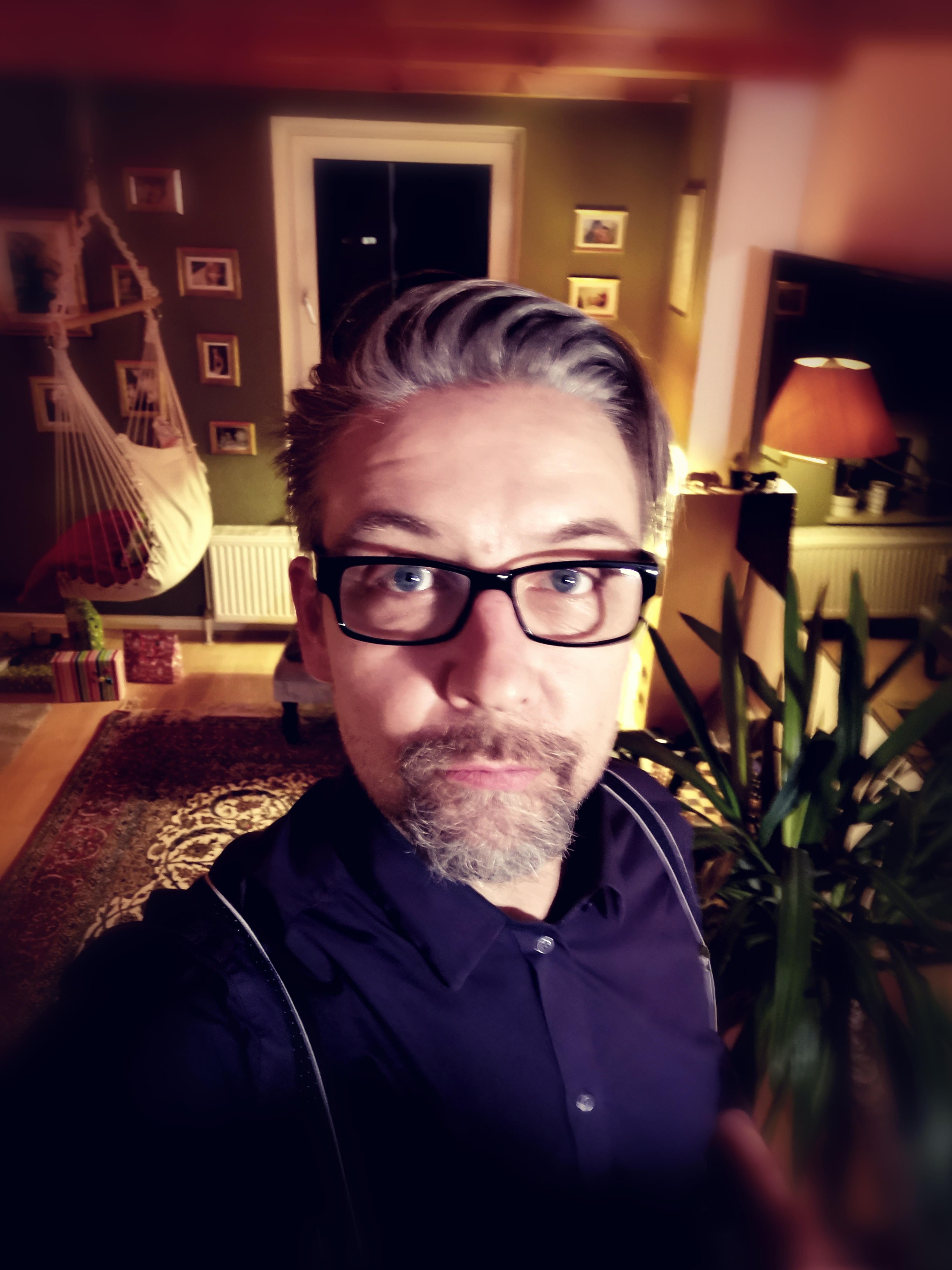
Fabian Schulz

Fabian Schulz (* 15. Juni 1967 in Lübeck) ist ein deutscher Songwriter, Multiinstrumentalist und Musikproduzent.

## Leben
Fabian Schulz erlangte sein Abitur 1989 am Gymnasium in Osterode und studierte zunächst Musik auf Lehramt in Hildesheim. Dieses Studium brach er später ab, um sich vollständig der Musik widmen zu können.
Zunächst gründete er die Band „No Sex until Marriage“, dessen Frontman und Sänger er war, bis die Band sich nach drei Singles und einem Album auflöste.
Mit Moor Music-Production, einem Musiklabel von Ulrich Rode und Anne de Wolff, sowie der Unterstützung von Jens Carstens (Drums), Diane Weigmann (Gesang), Christof Stein-Schneider (Gitarre), Christian Decker (Bass), Martin Wenk (Gitarre, Trompete) u. a. brachte er 2008 eine Solo-CD „SCHULZ“ heraus, die er im Vorprogramm der Abschiedstournee „Farewell & Goodbye“ von Fury in the Slaughterhouse 2008 öffentlich vorstellte.
2009 gründete Schulz die „1st Songwriter Community“, bestehend aus verschiedenen Singer-Songwritern und Musikern (u. a. Moritz Krämer, Hagen Kuhr, Christian Decker, Christof Stein-Schneider, Astrid North, Dirk Darmstädter sowie Schulz selbst). Im November 2009 tourte die „1. SC“ erstmals. Zusätzlich zu seinen eigenen Projekten arbeitete Schulz auch als engagierter Begleitmusiker (z. B. für Henning Wehland).
Zusammen mit Christof Stein-Schneider gründete Fabian Schulz im Jahr 2002 die Wohnraumhelden, deren Mitglied er bis zur Auflösung im Sommer 2021 war und für deren Kompositionen er größtenteils verantwortlich zeichnete. Zudem produzierte Schulz für die Wohnraumhelden drei Alben und eine EP („wirklich evil“, „Rettung naht“, „Die Zehn Gebote / Allgemeine Kreativitätstheorie“ sowie „Heldenliga“).
Ebenfalls im Sommer 2021 beendete Schulz auch seine Tätigkeit als Gitarrist bei der deutschen Band Wingenfelder, um sich nunmehr vollständig auf seine Studioarbeit konzentrieren zu können.
Fabian Schulz arbeitete schon als Songwriter, Studiomusiker und Produzent unter anderem für Peter Kraus, Die Prinzen, Jürgen Zöller, Boppin’B, Laith Al-Deen und Fury in the Slaughterhouse. Seit Juli 2019 arbeitet Schulz als Hausproduzent für Magic Mile Music, ein Tonstudio mit angeschlossenem Musiklabel und Musikverlag mit Sitz in Hannover-Badenstedt.

## Diskografie

### Alben
- 2001 – A1 (Album) – No Sex Until Marriage
- 2003 – Welthits (Album) – Die Wohnraumhelden
- 2005 – Die Rückkehr der Wohnraumhelden (Album) – Die Wohnraumhelden
- 2006 – Jetzt mal im Ernst (Split-CD-Album) – Die Wohnraumhelden vs. Mirco Buchwitz
- 2008 – Schulz (Album) – Schulz
- 2008 – Tourlaub (Live-Album) – Die Wohnraumhelden
- 2009 – Kung-Fu Schule (Album) – Die Wohnraumhelden
- 2009 – Das BESTE der Wohnraumhelden (Live-Album) – Die Wohnraumhelden
- 2011 – Rock'n'Roll Puppentheater – Die Wohnraumhelden
- 2012 – wirklich evil – Die Wohnraumhelden
- 2014 – Rettung naht (Nur echt mit dem gelben, veganen Gummiband)
- 2019 – Die Zehn Gebote / Allgemeine Kreativitätstheorie

### EPs
- 2007 – Ein scHerz für Linden (Mini-EP-Album) – Die Wohnraumhelden vs. 121crew
- 2008 – The Rock´n Rolling Hotel (Mini-EP-Album) – Die Wohnraumhelden (statt Gummibärchen)
- 2016 – Heldenliga (Wohnraumhelden mit Gästen)

### Singles
- 1999 – You Will Be Late (Single) – No Sex Until Marriage
- 2000 – Wannabe (Single) – No Sex Until Marriage
- 2000 – Hey Hey Hey (Single) – No Sex Until Marriage
- 2003 – Sonnenlicht (Single) – Die Wohnraumhelden
- 2008 – Wir sind der Rauch (Single) – Die Wohnraumhelden
- 2008 – Wir sind Scorpions (Single) – Die Wohnraumhelden
- 2011 – Rock (Single) – Die Wohnraumhelden und Torfrock
- 2016 – Wohnraumheldenliga